# Тилапія (продукт)
Тилапія є загальною назвою для майже ста видів з цихлових риб з coelotilapine, coptodonine, heterotilapine, oreochromine, pelmatolapiine і tilapiine триб (раніше були Тілапійні). Економічно найважливіші види походять з Coptodonini та Oreochromini. Тиляпія — це переважно прісноводні риби, що мешкають у мілководних струмках, ставках, річках та озерах, рідше мешкають у солонуватій воді. Історично вони мали велике значення в кустарному рибальстві в Африці, і вони мають все більше значення аквапоніці. Тілапія може стати інвазивним видом в нових теплих місцях проживання, такі як Австралія, але не в умовах помірного клімату через те, що не можуть вижити в холодній воді.
Тілапія — четверта за кількістю споживаних риб у Сполучених Штатах, починаючи з 2002 року. Популярність тілапії з'явилася завдяки низькій ціні, простоті приготування та м'якому смаку.

## Назва

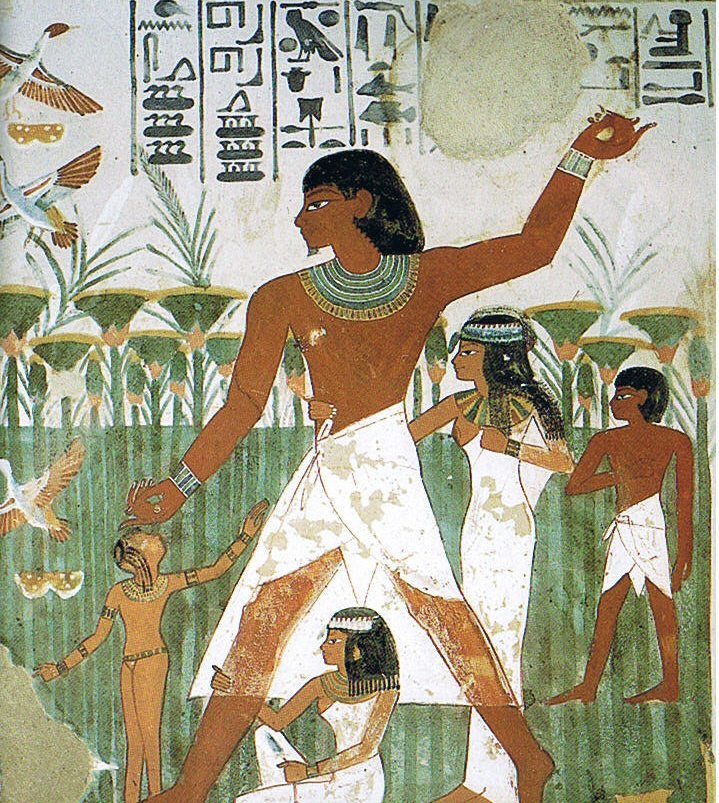
Могила Нахта, 1500 р. до н.е., містить ієрогліф тілапії безпосередньо над головою центральної фігури.

Назва «тілапія» в цілому походить від місцевого імені однієї з найбільших риб цієї групи мовою африканського племені, що живе в районі озера Ньяса.

За легендою ім'я цій рибі дав сам Арістотель, який, приїхавши в гості до свого учня Александра Македонського з Греції до Єгипту, і покуштувавши рибки, ляснув в долоні, і журився по-давньогрецькому: «тілапія! тілапія!», Що означає — «така далека риба!». У сенсі — «була б ближче, кожен день б так закушував»!.

## Історія
Тиляпія в минулому зустрічалася практично по всьому басейну Ніла. Вона поряд з фахакхом була найпоширенішою рибою в єгипетській писемності та мистецтві. Попри досить непоказний зовнішній вигляд, відсутність яскравих плавників або контрастність забарвлення, для тиляпії нільської ще з часів Стародавнього царства біля будинків і в парках будували спеціальні басейни, в яких їх розводили, як священну тварину. Перші відомі фрески з зображеннями цих риб, які перебувають в штучних водоймах, відносяться до XV століття до нашої ери (часи цариці Хатшепсут і Аменхотепа II), але вони, безсумнівно, могли існувати й раніше.
Більш того, тілапію нільську не тільки зображували на стінах гробниць, її формалізований образ міцно увійшов в давньоєгипетську писемність як один зі складових ієрогліфів. Сам по собі ієрогліф, що з'єднував в собі два значки, розташованих один над одним: вода і риба з високим плавником (тілапія нільська) розшифровувався як склад «інт». Поступово спрощуючись і видозмінюючись разом з розвитком писемності, цей ієрогліф за часів Середнього та Пізнього царства вимовлявся вже як «ін», а в єгипетському скоропису мав вигляд двох кривих смуг, розташованих один над одним (одна з цих смуг у формі петлі — зображувала тілапію).
Ймовірно причиною такої уваги єгиптян до тиляпії була незвична поведінка самки, що у момент небезпеки забирає в рот ікру та мальків. Зародження нового життя, наступне за ним поглинання (тьма) і нове відродження на світло, яке відбувається трохи пізніше, насправді є алегорією основних елементів добового сонячного циклу, в якому небесна мати поглинає світило (куля життя) на заході і дає йому народження на світанку.
Ще один сюжет, пов'язаний з тиляпією у поєднанні з іншою невеликою нільською рибою — латесом, досить часто можна зустріти в гробницях або настінних розписах, так чи інакше присвячених похоронним обрядам. Головний герой цієї сцени, померла людина, зображується у вигляді двох однакових фігур, друга з яких його двійник (або «ка»). Стоячи на берегах Нілу один навпроти одного, ці двоє займаються риболовлею, причому один з них завжди ловить тілапію, а другий — латеса. В алегоричній формі ця картина означає вибір людини між своєю душею вчорашньої та завтрашньої, між шляхом земного життя і світу іншого.
Досить часто символіка єгипетських фресок переходила в образи раннього і середньовічного християнства. Найвідомішим прикладом є фрески базиліки Марії Магдалини в Везле 1120 року. Ті ж самі дві риби — тілапія і латес — намальовані в другому знаку великого Зодіаку, що обрамляє образ «Христа в силах» як символ влади над світом тутешнім і загробним.
Тиляпія зустрічається в Біблії. Зокрема, одне з найпоширеніших сьогодні ресторанних назв тиляпії: Риба Святого Петра. За євангельським переказом, тиляпію багато разів ловив Святий Петро, який був рибалкою. У декількох видів тиляпії, що живуть у водоймах Ізраїлю, за зябрами можна помітити дві темних плями — нібито залишилися назавжди сліди пальців апостола Петра (зокрема, такі плями, що виникають і зникають в залежності від стану риби та освітлення, має Sarotherodon galilaeus, або тілапія галилейська). Цілком ймовірно, саме цей вид тиляпії двічі згаданий в Євангелії, зокрема, у знаменитій притчі про те, як на озері Кінерет (де в достатку водиться тілапія галилейська) Ісус нагодував п'ять тисяч голодних п'ятьма хлібами й двома рибами (Євангеліє від Марка: Мк. 6:32–44).

## Промислове вирощування

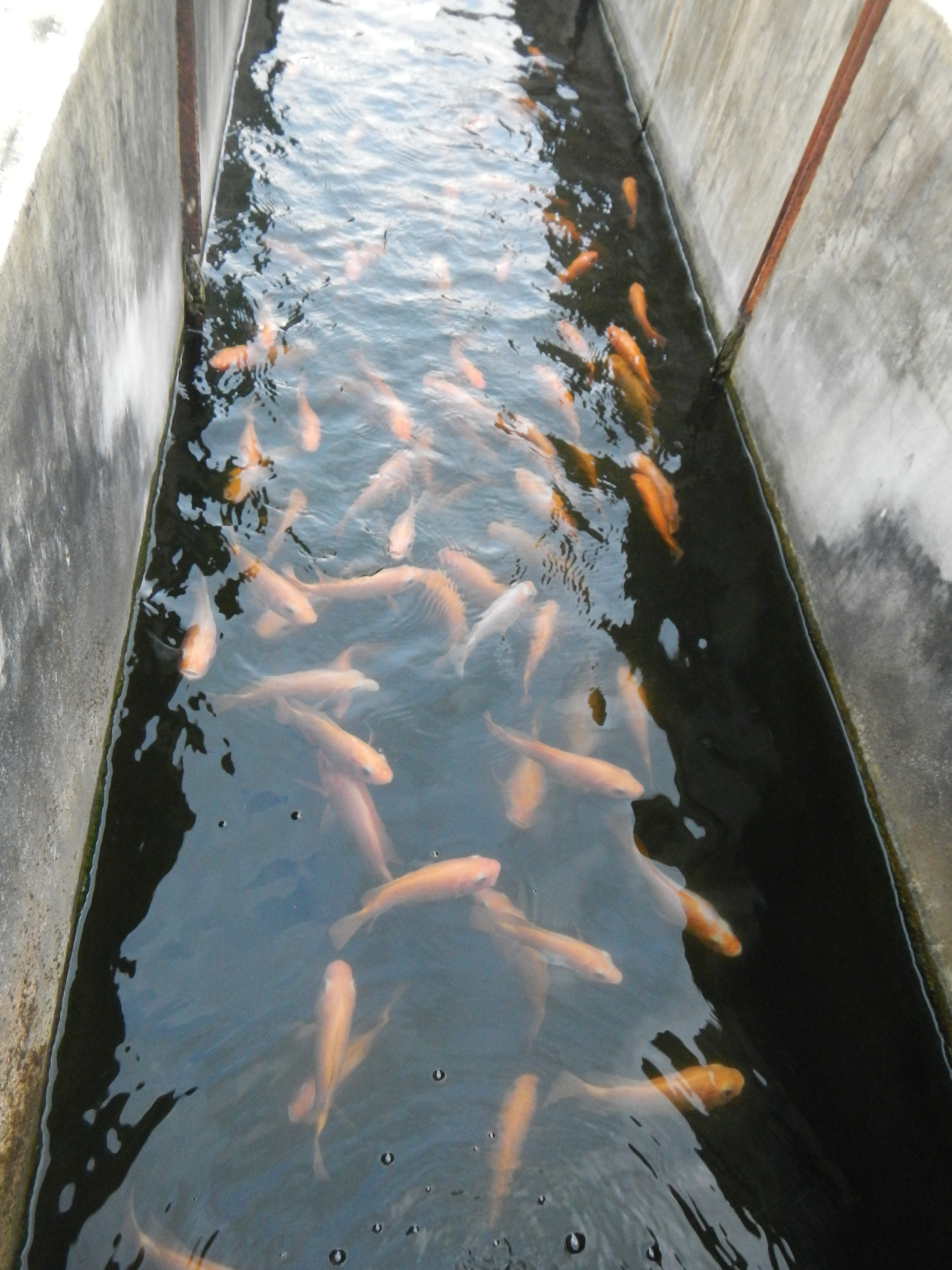
Червона тиляпія у Філіппінах

У їжі тиляпія стала дуже популярною завдяки ніжному смаку білого м'яса з високим вмістом білка і низьким вмістом жирів.
Тиляпія дуже невибаглива до умов утримання, температурі і якості води. Практично всі види тиляпії можуть жити, нормально розвиватися і розмножуватися в прісній, солонуватій і навіть морській воді, що є вельми рідкісним для риб властивістю. Попри те, що більшість тілапій — тропічні риби, деякі види можуть існувати при досить широкому діапазоні температур (від 10 до 45 °C максимум). Також витривалі тиляпії до пониженого вмісту кисню у воді. Попри те, що вони — типові донні риби, при необхідності вони можуть підійматися в поверхневий шар і дихати, проганяючи через зябра воду з поверхневого шару води, більш насиченого киснем.
Сьогодні тілапію культивують дуже широко у країнах Африки, Південно-Східної і Центральної Азії, а також в більшості країн Латинської Америки, США і навіть в деяких європейських країнах. У великих кількостях тілапія вирощується також і в КНР, звідки експортується в промислових обсягах. Поряд з товстолобиком, тілапію вирощують в геотермальних водах і охолоджувальних басейнах АЕС (не з радіоактивною водою). У США спеціально для промислового рибництва був виведений невибагливий і швидко зростаючий гібрид, так звана «тілапія червона», що є сумішю альбіносних форм тиляпії мозамбіцької і тиляпії нільської. Крім цього гібрида, в промислових цілях вирощуються також такі природні види як тиляпія золота, галілейська, меланоплеура і макрочіре. Сьогодні тиляпія виходить на друге місце у світі після коропа як об'єкт прісноводного риборозведення.

## У харчуванні
Тілапія — популярна риба у Мексиці, з якої готують такі страви як риба по-веракрузьки (ісп. Pescado A La Veracruzana).

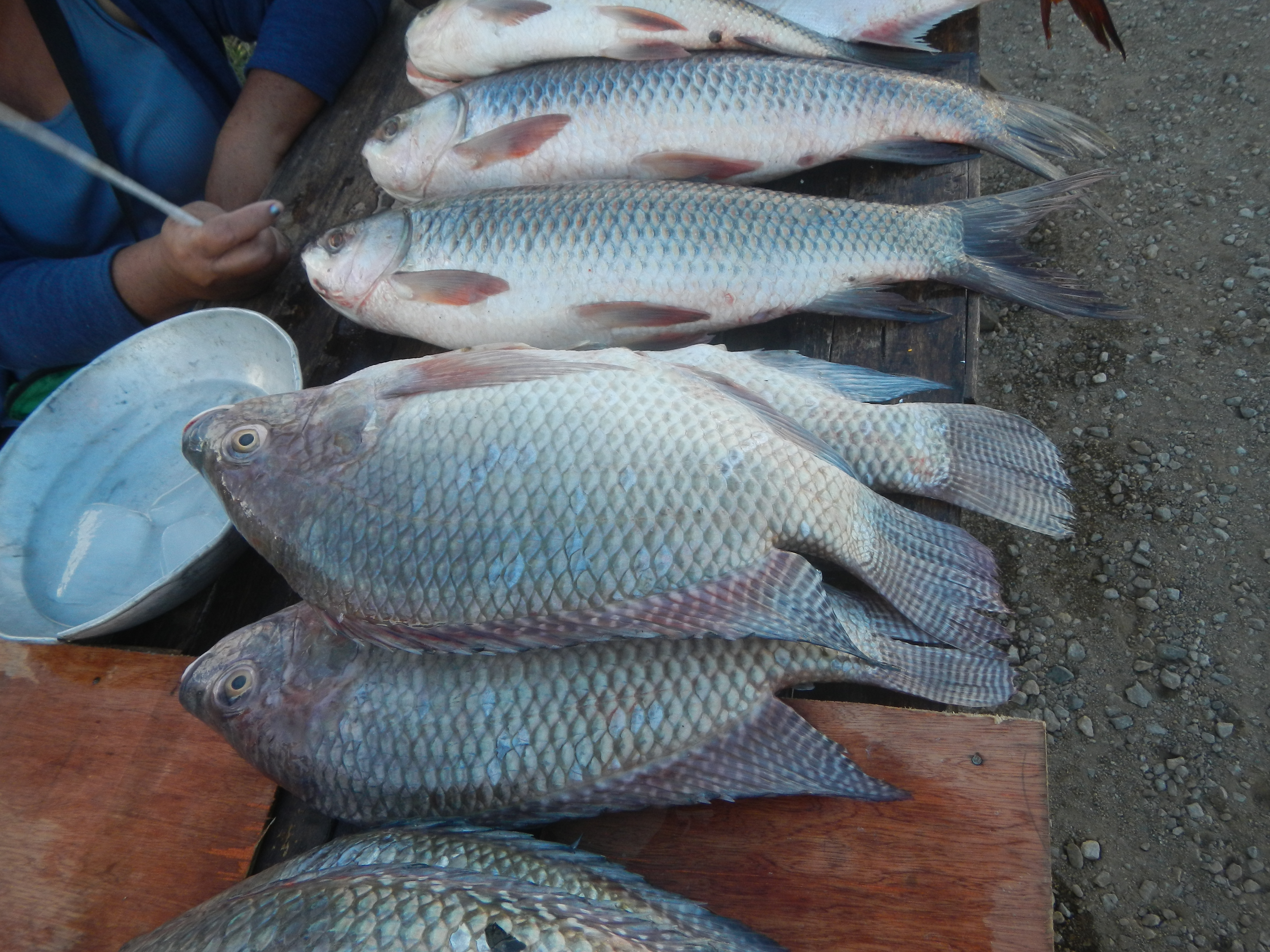
Торгівля тілапією
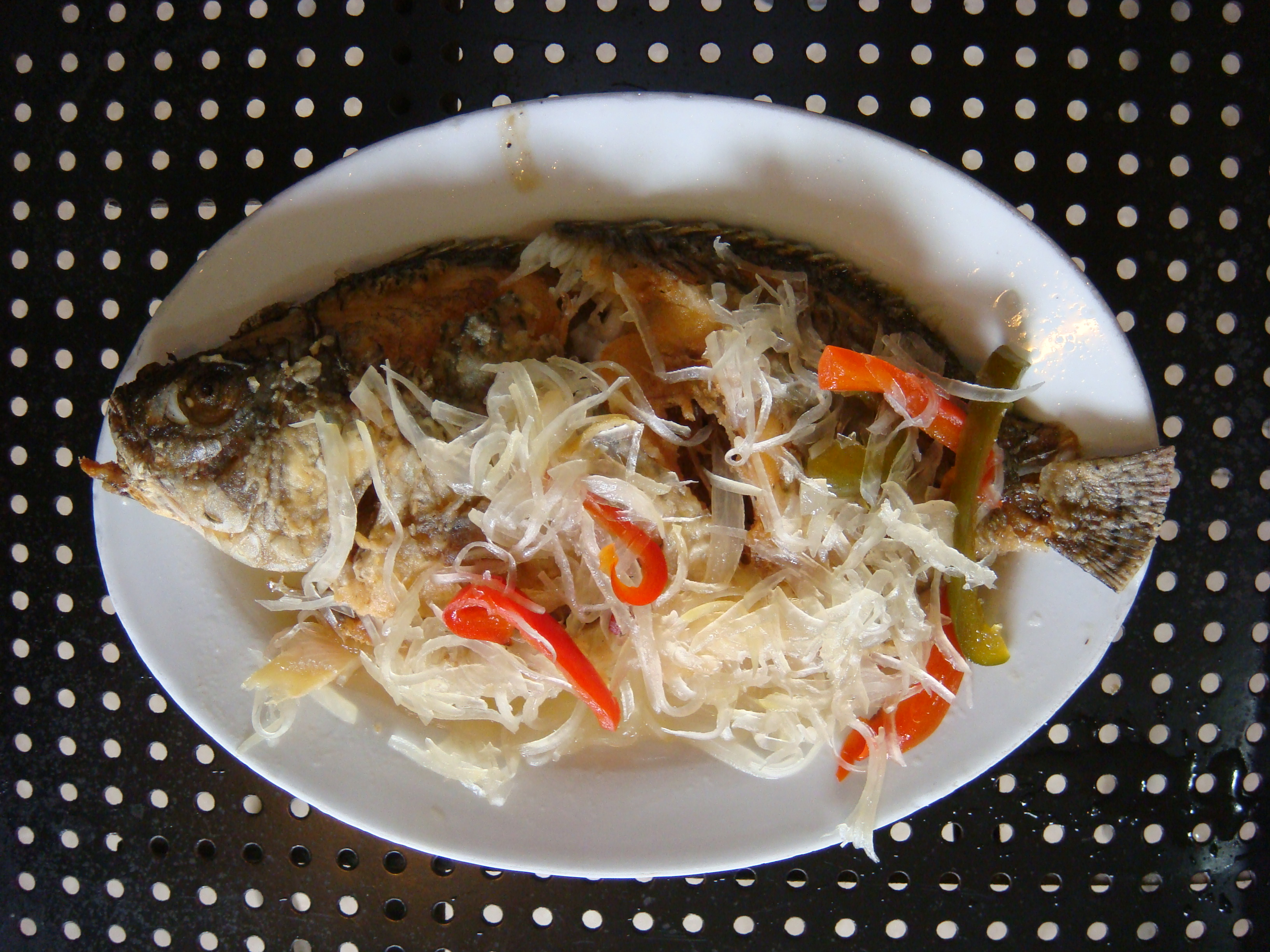
Ескабече з тілапії
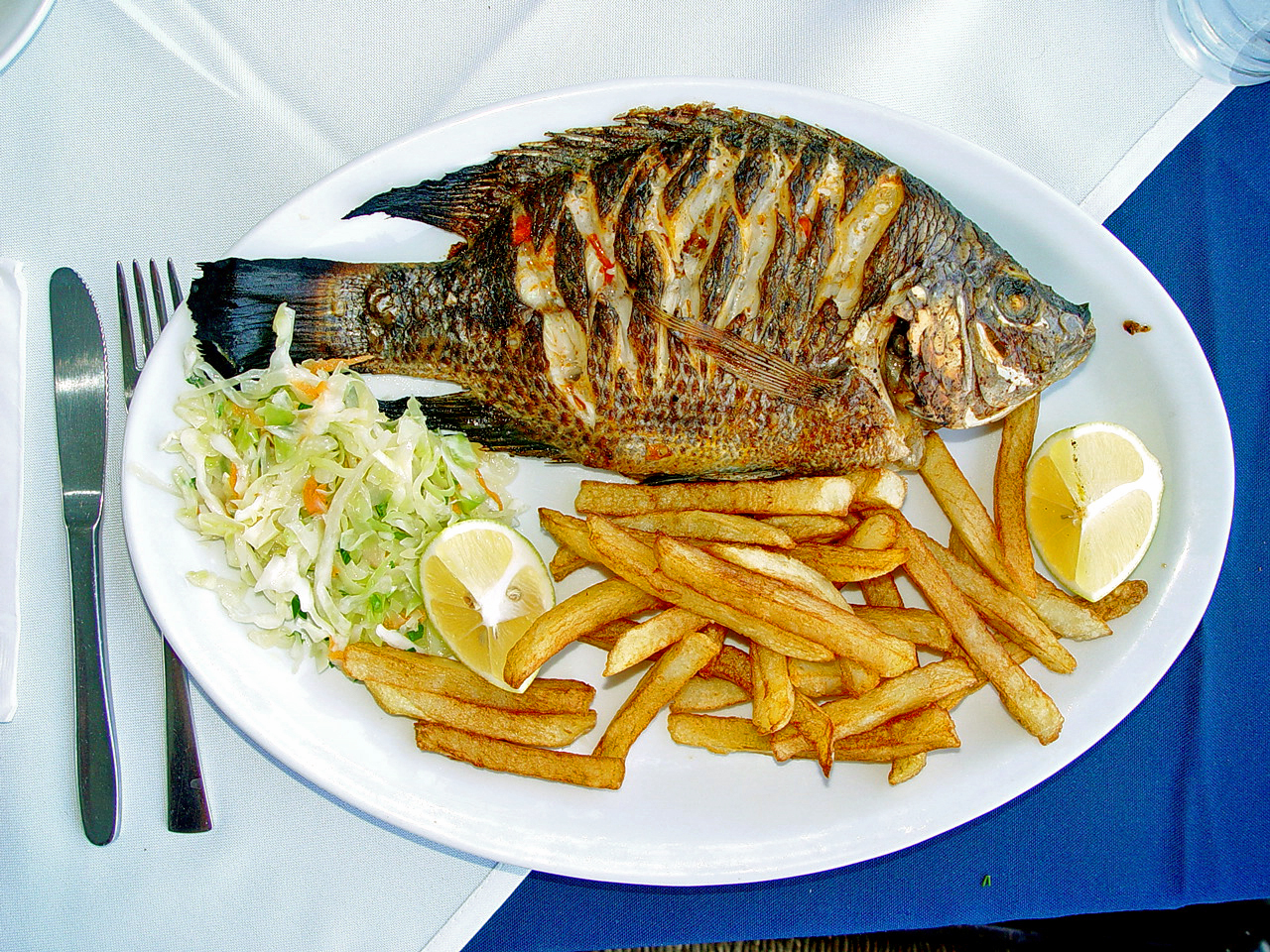
Страва з тілапії в Ізраїлі
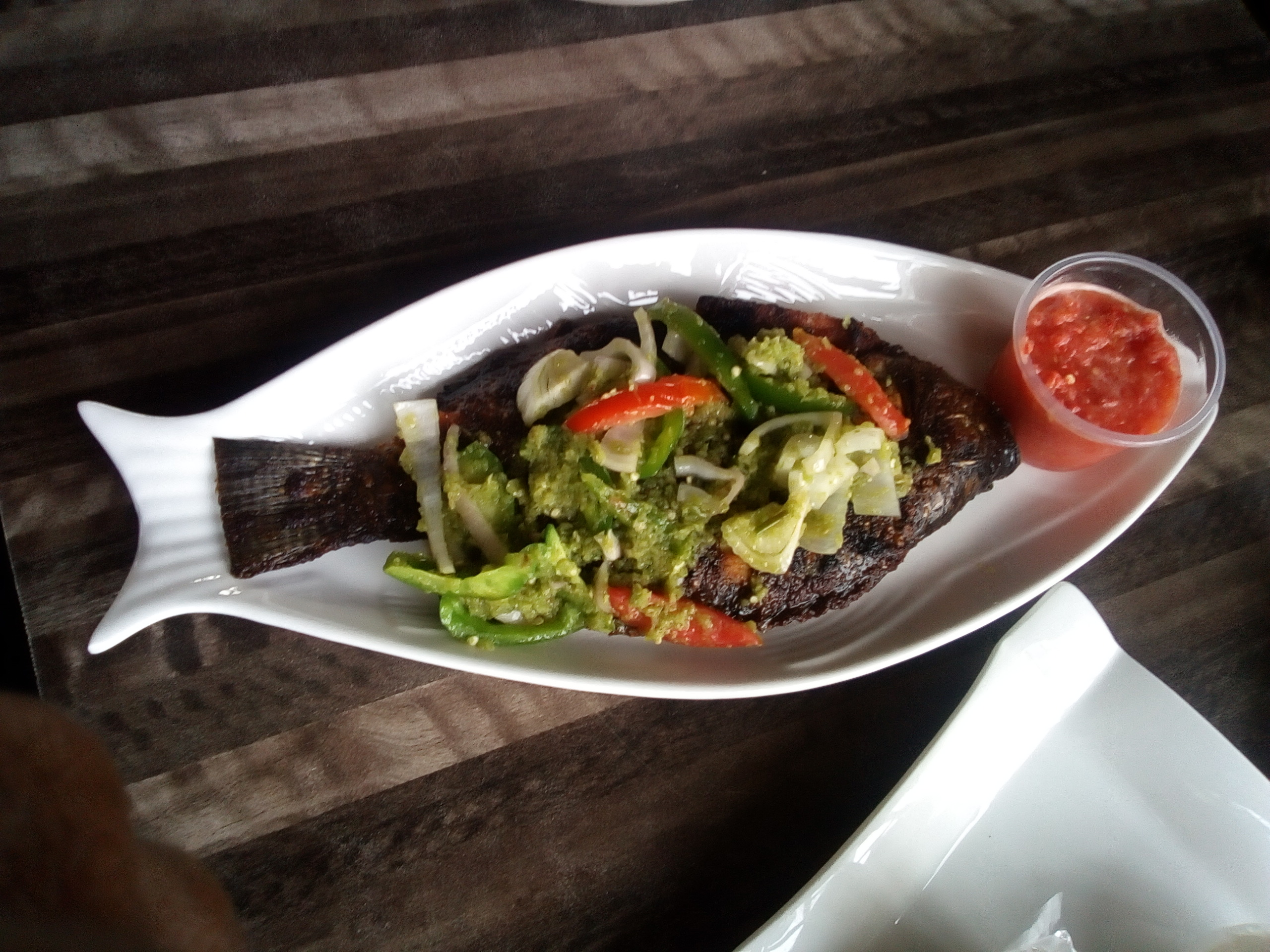
Тілапія на грилі